# Carex brevicollis
Carex brevicollis är en halvgräsart som beskrevs av Dc. Carex brevicollis ingår i släktet starrar, och familjen halvgräs. Inga underarter finns listade i Catalogue of Life.